# Amt Handewitt

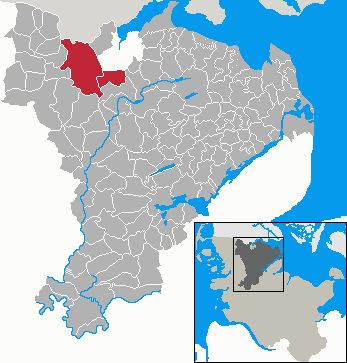
Lage des ehem. Amtes Handewitt im Kreis Schleswig-Flensburg

Das Amt Handewitt war ein Amt im Kreis Schleswig-Flensburg in Schleswig-Holstein. 
Dem Amt angehörig waren die Gemeinden Handewitt und Jarplund-Weding. Bei Auflösung des Amtes lebten in dem Gemeindeverbang zusammen gut 10.000 Einwohner. Verwaltungssitz war  Handewitt.
Zum 1. März 2008 fusionierten die beiden Gemeinden zur neuen amtsfreien Gemeinde Handewitt.